# Почесні громадяни Південноукраїнська
Список почесних громадян міста Південноукраїнська:

## Почесні громадяни
| Особа                             | Роки життя                   | Коротко про особу | Рік присвоєння   |
| --------------------------------- | ---------------------------- | --- | ---------------- |
| Бушуєва Любов Вікторівна          |                              | Прибула на будівництво Південноукраїнської АЕС в числі першого будівельного десанту в квітні 1975 року. Перший почесний громадянин міста Южноукраїнськ. | 1988             |
| Корюков Геннадій Олександрович    | нар.1926 — пом.1994          | Учасник бойових дій, колишній танкіст, кавалер трьох орденів Слави, ордена Вітчизняної війни І ступеня, двох орденів Трудової Слави ІІ і ІІІ ступенів, всього 17 орденів і медалей. | 1988             |
| Лужанський Микола Никифорович     | нар.1942 — пом.2024          | Бригадир бригади монтажників ПРОМ–1 управління будівництва Південноукраїнської АЕС. Прибув на будівництво у 1975 році. Нагороджений орденом Слави ІІІ ступеню. | 1988             |
| Соседенко Григорій Васильович     | нар.1934 — пом.2013          | Начальник управління будівництва Південноукраїнської АЕС більше двадцяти років. Нагороджений орденами: «Жовтневої революції» (1984), «Трудового Червоного Прапора» (1974), медалями: «За трудовую доблесть» (1971), «Ветеран праці» (1984), значком «Почесний енергетик СРСР» (1982). | 1988             |
| Погребна Ганна Трохимівна         |                              | Працювала на будівництві міста з 1976 року. Маляр-штукатур домобудівного комбінату. | 1988             |
| Мельник Дмитро Григорович         | нар.1944 — пом.2017          | Начальник Южноукраїнського міського відділу земельних ресурсів. | 1989             |
| Соловйов Володимир Архипович      | нар.1944 — пом.2008          | На Південноукраїнську АЕС прибув у червні 1975 року і був призначений старшим інженером виробничо-технічного відділу. З 1992 року, впродовж дев'яти років очолював управління капітального будівництва з виконанням обов'язків заступника генерального директора з капітального будівництва. | 1989             |
| Козуєк Марат Онуфрійович          | нар.? — пом.2001             | Перший директор Южноукраїнської школи № 1. | 1990             |
| Фукс Володимир Павлович           | нар.1929 — пом.2015          | У липні 1976 року був призначений директором споруджуваної Південноукраїнської атомної станції і працював першим керівником АЕС майже 22 роки. | 1994             |
| Корчагін Леонід Миколайович       | нар.1936                     | На Південноукраїнську АЕС прибув у вересні 1978 року. Починав начальником цеху теплової автоматики та вимірювань. З березня 1998 року по вересень 1999 року — генеральний директор Південноукраїнської АЕС. | 1997             |
| Боровик Елеонора Петрівна         | нар.? — пом.2015             | вчитель математики Южноукраїнської школи № 1. Переможець обласного етапу Всеукраїнського конкурсу «Учитель року — 97». | 1997             |
| Бизова Валентина Олександрівна    |                              | З 1987 року — в органах виконавчої влади на посадах секретаря виконавчого комітету, керуючої справами, заступника міського голови. Депутат Миколаївської обласної ради. | 2000             |
| Скупов Валерій Васильович         | нар.1930 — пом.2006          | Учасник бойових дій. За участь у Німецько-радянській війні нагороджений шістьма медалями. За сумлінну працю та активну участь у громадському житті колективу ЮУ АЕС нагороджений орденом Трудового Червоного Прапору, двома медалями. У 1995 році присвоєно звання «Заслужений працівник ЮУ АЕС». | 2000             |
| Білик Іван Єфремович              | нар.1929 — пом.2006          | Нагороджений медалями «За трудову доблесть» та «За доблесний труд», знаком «Відмінник атомної енергетики СРСР». Неодноразово обирався депутатом селищної та міської ради, членом профспілкового комітету Південноукраїнської АЕС. | 2000             |
| Машинець Юрій Гаврилович          | нар.1930 — пом.2008          | Працюючи в прокуратурі Арбузинського району на посаді помічника та заступника прокурора з 1976 року, зробив великий внесок в справу дотримання законності в селищі будівельників та на будівництві АЕС. Після створення в 1987 році прокуратури м. Южноукраїнська був призначений виконуючим обов'язки прокурора. | 2000             |
| Бунов Альберт Семенович           |                              | У листопаді 1983 року був запрошений на роботу начальником ЖКУ ЮУ АЕС. Під его безпосереднім керівництвом у цей період створюються нові підрозділи у структурі ЖКУ ЮУ АЕС. Нагороджений медаллю «Ветеран труда». | 2005             |
| Цурік Василь Андрійович           | нар.1939 — пом.2020          | Один із перших у квітні 1975 року прибув на будівництво Південно-Українського енергокомплексу. Наказом начальника Управління будівництва Південно-Української АЕС зарахований в штат управління на посаду головного енергетика з 1 квітня 1975 року. Працював на даній посаді 25 років. | 2005             |
| Форостенко Ольга Борисівна        |                              | Керівник зразкового ансамблю народного танцю «Квіти України». «Заслужений працівник культури України». | 2009             |
| Пташник Роман Йосипович           | нар.1937 — пом.2017          | У 1975 році очолив групу по охороні громадського порядку на будівництві Південноукраїнської АЕС та м. Южноукраїнська. Нагороджений орденом Богдана Хмельницького ІІІ ступеня та багатьиа медалями. | 2010             |
| Стулін Микола Костянтинович       |                              | У березні 1975 року наказом Міністерства енергетики СРСР був призначений головним інженером, першим заступником начальника управління будівництва Південноукраїнської АЕС. Безпосередньо формував склад першого десанту робітників та спеціалістів, що прибули на будівництво енергокомплексу в квітні 1975 року. | 2010             |
| Філонок Петро Олексійович         |                              | Заступник міського голови з питань діяльності виконавчих органів ради м. Южноукраїнська. Нагороджений орденом «Знак пошани». | 2010             |
| Маєвський Володимир Станіславович | нар.1949 — пом.2021          | Начальник 1-го загону воєнізованої пожежної охорони с.м.т. Константинівка-2 та Південно-Української атомної електростанції. Нагороджений медалями «За бездоганну службу» 3, 2, 1 ступеню, «60 років, 70 років Збройних Сил СРСР», «Ветеран праці СРСР», знаками МВС України «За відзнаку в службі», «Почесним знаком МВС» та «Кращому працівнику пожежної охорони», Почесною відзнакою МНС України.                                                            | 2011             |
| Пинтій Іван Маркович              | нар.1924 — пом.2018          | Учасник німецько-радянської та радянсько-японської воєн. Має нагороди: «Орден Вітчизняної війни» ІІ ступеню, медалі «За відвагу», «За бойові заслуги», «За взяття Відня», Медаль «За перемогу над Німеччиною у Великій Вітчизняній війні 1941—1945 рр.», «За перемогу над Японією» та 11 ювілейних медалей. | 2012             |
| Сонченко Микола Дмитрович         | нар.1925 — пом.2016          | У 1975 році приїхав на будівництво Южно-Української атомної електростанції у числі будівельників — першопрохідників. З 22.10.1992 по 31.10.1995 працював у загоні відомчої воєнізованої охорони ВП ЮУ АЕС ДП НАЕК «Енергоатом». Голова комісії Ради ветеранів первинної організації ветеранів ВП ЮУ АЕС з військово-патріотичного виховання молоді. | 2015             |
| Самчинська Людмила Юріївна        |                              | Керівник народного ансамблю бального танцю «Натхнення» | 2017             |
| Граб Олександр Андрійович         | нар.1949                     | 16 березня 1975 р. був відряджений на будівництво Південноукраїнської АЕС для організації служби відділу головного механіка, де з 1 квітня зарахований у штат управління будівництва Південноукраїнської АЕС механіком. З 1981 р. призначений на посаду головного механіка управління будівництва ЮУАЕС. | 2021             |
| Григораш Валерій Васильович       |                              | У Палаці культури «Енергетик» ВП «Південноукраїнська АЕС» працює з 1997 р., в тому числі, на посаді художнього керівника — з 1998 р. У 1997 р. створив колектив хору української пісні «Любисток», якому в 2004 р. присвоєно звання «Народний аматорський колектив». | 2020             |
| Миронова Віра Андріївна           | нар.1940                     | Голова об'єднаного комітету профспілки УБ Південноукраїнської АЕС. Голова Миколаївського обкому профспілки працівників енергетики та електротехнічної промисловості України. | 2021             |
| Бабич Віктор Володимирович        | 07.02.1983 — 17.10.2022      | Депутат Южноукраїнської міської ради сьомого скликання. Командир бойової машини старший сержант. Загинув під час виконання бойового завдання у Бахмутському районі. | (посмертно)      |
| Берест Валерій Іванович           | нар.1954 — пом.2023          | Протягом сорока років незмінний завідувач дитячим відділенням КНП «Южноукраїнська міська багатопрофільна лікарня». | 2024 (посмертно) |
| Боднарчук Андрій Богданович       | 14.12.1988 — 01.04.2022      | Старший солдат, житель Южноукраїнської територіальної громади, героїчно загинув 1 квітня поблизу Олександрівки Херсонського району Херсонської області | (посмертно)      |
| Брагар Руслан Ігорович            | 14.04.1998 — 03.01.2023      | Народився і виріс у Южноукраїнську. Старший навідник 1 мінометного взводу 2 мінометної батареї. | (посмертно)      |
| Буйновський Ігор Анатолійович     | 14.02.1968 — 28.01.2015      | Працював від 1988 року на Південноукраїнській АЕС. 21 серпня 2014-го мобілізований як доброволець. Звання: солдат артилерійського розрахунку зенітно-артилерійського взводу. Підрозділ: 13-й окремий мотопіхотний батальйон «Чернігів-1» 1-ї окремої танкової бригади. Загинув 28 січня 2015 року в місті Вуглегірськ Горлівського району Донецької області.                                                                                                   | (посмертно)      |
| Василенко Євген Леонідович        | 28.06.1979 — 14.04.2022      | Старший солдат, навідник 2 десантно-штурмового взводу 3 десантно-штурмової роти 1 десантно-штурмового батальйону. Загинув у Харківській області під час виконання бойового завдання. | (посмертно)      |
| Гончарук Микола Павлович          | 05.10.1984 — 21.05.2015      | Проживав в місті Южноукраїнськ. У серпні 2014 року призваний по частковій мобілізації до лав Збройних Сил України. Служив у 17-му окремому мотопіхотному батальйоні 57-ї окремої мотопіхотної бригади Сухопутних військ Збройних Сил України. З осені 2014 року брав участь в антитерористичній операції на сході України. | (посмертно)      |
| Горобець Сергій Валерійович       | 03.12.1986 — 17.10.2014.2014 | Служив у взводі спецпризначення «Скорпіон», в/ч 3044, охорона об'єктів енергокомплексу. У червні 2014-го зарахований до 34-го батальйону територіальної оборони «Батьківщина». Загинув на блокпосту № 7 під селом Озерянівка. | (посмертно)      |
| Гузовський Олександр Валерійович  | 22.08.2000 — 06.06.2022      | Народився в Южноукраїнську. Проходив службу у складі 40-ї окремої артилерійської бригади імені Великого князя Вітовта. | (посмертно)      |
| Кавака Олег Іванович              | 05.12.1998 — 18.07.2023      | Старший солдат, навідник 2-го механізованого відділення 2-го механізованого взводу механізованої роти в/ч А2896, 9-й окремий мотопіхотний батальйон. Загинув під час штурмових дій поблизу населеного пункту Первомайське Покровського району Донецької області. | (посмертно)      |
| Козій Артем Євгенович             | 21.09.2001 — 21.07.2020      | Уродженець Южноукраїнська. Служив у 1-му окремому батальйоні морської піхоти (36-та окрема бригада морської піхоти). Загинув під час обстрілу з АГС позицій ЗСУ під с. Павлопіль на Приазовському напрямку. | (посмертно)      |
| Коклєв Василь Михайлович          | 19.03.1975 — 25.10.2022      | Водій транспортного відділення зенітної ракетної батареї зенітного ракетно-артилерійського дивізіону. Загинув під час виконання бойового завдання в районі виконання завдань за призначенням у ході ведення бойових дій. | (посмертно)      |
| Колесник Олександр Вікторович     | 09.09.1988 — 10.02.2023      | Народився і виріс у Южноукраїнську. Водій взводу зв'язку роти зв'язку батальйону управління військової частини, солдат. Героїчно загинув у Луганській області. | (посмертно)      |
| Міщенко Олександр Васильович      | 26.03.1980 — 20.05.2022      | Молодший сержант, командир відділення управління командира батареї взводу управління 2 мінометної батареї 1 механізованого батальйону військової частини А0536. Загинув під час артилерійського обстрілу поблизу міста Вугледар Донецької області. | (посмертно)      |
| Пасічник Артем Анатолійович       | 17.06.1988 — 23.01.2023      | Народився і виріс в Южноукраїнську. Гранатометник відділення морської піхоти взводу морської піхоти роти морської піхоти другого батальйону морської піхоти військової частини А2802, матрос. Загинув під час виконання бойового завдання в районі населеного пункту Водяне Донецької області. | (посмертно)      |
| Пермінов Максим Сергійович        | 18.04.1985 — 15.02.2023      | Народився у Южноукраїнську. Такелажник, солдат. Загинув під час виконання бойового завдання біля населеного пункту Кінне Лозівського району Харківській області. | (посмертно)      |
| Савостов Олександр Сергійович     | 04.06.1977 — 17.09.2022      | Майстер спорту з веслування на байдарках і каное, багаторазовий чемпіон та призер України. Командир стрілецького відділення, сержант. | (посмертно)      |
| Садчук Денис Сергійович           | 10.05.1993 — 21.05.2023      | Солдат, навідник 1-го танкового взводу 2-ї танкової роти танкового батальйону в/ч А1008 (14 окрема механізована бригада імені князя Романа Великого). Загинув у районі населеного пункту Масютівка Харківської області. | (посмертно)      |
| Стрижко Ілля Миколайович          | 08.08.1989 — 23.04.2022      | Старший сержант взводу охорони та патрульно-постової служби роти ВСП, військової частини А2176. Помер від отриманих поранень під час обстрілу противником. | (посмертно)      |
| Тарба Юрій Віталійович            | 27.01.1979 — 23.02.2023      | Вчився і працював в Южноукраїнську. Стрілець — помічник гранатометника 1 десантно-штурмового відділення 1 десантно-штурмового взводу 6 десантно-штурмової роти 2 десантно-штурмового батальйону військової частини, старший солдат. Героїчно загинув від множинних кульових поранень у Бахмутському районі Донецької області. | (посмертно)      |
| Татару Іван Іванович              | 17.07.1996 — 25.03.2022      | Народився в м. Южноукраїнськ. З 2016 року він ніс військову службу в складі 36-ї окремої бригади морської піхоти. Старший матрос Татару п'ять років воював у найгарячіших точках війни на сході України. Брав участь у боях за Маріуполь. Героїчно загинув 25 березня 2022 року в Маріуполі. | (посмертно)      |
| Федоров Сергій Ігорович           | 09.03.1987 — 23.09.2023      | Народився і виріс в м. Южноукраїнськ. Солдат, стрілець 2 стрілецького відділення 3 стрілецького взводу 1 стрілецької роти 2 стрілецького батальйону в/ч А 0989, 56 окрема мотопіхотна Маріупольська бригада. Загинув в Донецькій області. | (посмертно)      |
| Хазієв Руслан Анатолійович        | 08.02.1977 — 09.10.2023      | Вчився і працював в Южноукраїнську. Старший солдат, снайпер 1 категорії дев'ятого окремого стрілецького батальйону в/ч А1736. Загинув біля населеного пункту Макіївка Луганської області. | (посмертно)      |
| Цанов Олександр Павлович          | 20-09.1994 — 04.04.2023      | Вчився і працював в Южноукраїнську. Гранатометний взвод вогневої підтримки. Під час виконання бойового завдання потрапив під артилерійський обстріл та загинув. | (посмертно)      |
| Цибак Дмитро Петрович             | 25.01.1988 — 07.08.2023      | Служив у Южноукраїнському міському відділі УМВС України в Миколаївській області на посаді оперуповноваженого сектору карного розшуку. Мав звання лейтенант міліції. Лейтенант, командир 4 механізованої роти 2 механізованого батальйону 117-ї окремої механізованої бригади 10-го армійського корпусу Сухопутних військ Збройних Сил України, в/ч А4674. Загинув біля Малої Токмачки Пологівського району Запорізької області внаслідок мінометного обстрілу. | (посмертно)      |